# THE JV
The JV株式会社（ザ・ジェーブイ）は日本マクドナルドとNTTドコモの共同出資会社である。2017年12月に清算された。
また本稿ではマクドナルドトクするアプリ（かざすクーポン）についても解説する。

## 概要
マクドナルドのクーポン会員におサイフケータイを使った販売促進活動、マーケティング活動を行うため2007年7月31日に設立された。マクドナルドが持つレストラン事業のノウハウと、ドコモの携帯電話事業ノウハウや技術力を集結し、おサイフケータイを中心としたe-マーケティングを展開する。マクドナルド全店におサイフケータイのリーダライタを設置し、これにマクドナルドトクするアプリをインストールされたおサイフケータイをかざすと、クーポンが利用でき、またトルカを使って、さらに抽選などを行うことができるような仕組みを構築している。
2009年8月にはほぼ全店への設置が完了し、ポイントスタンプやスタンプラリーなどができるようになった。
またこのリーダライタではおサイフケータイのiDやdカード、楽天Edyでの支払いに対応している。
NTTドコモの2008年後半から発売されている主要機種ではマクドナルドトクするアプリはプリインストールされている。
また2011年3月4日にはandroid OS搭載スマートフォン端末向けのかざすアプリが提供開始となった。

## トクするアプリ

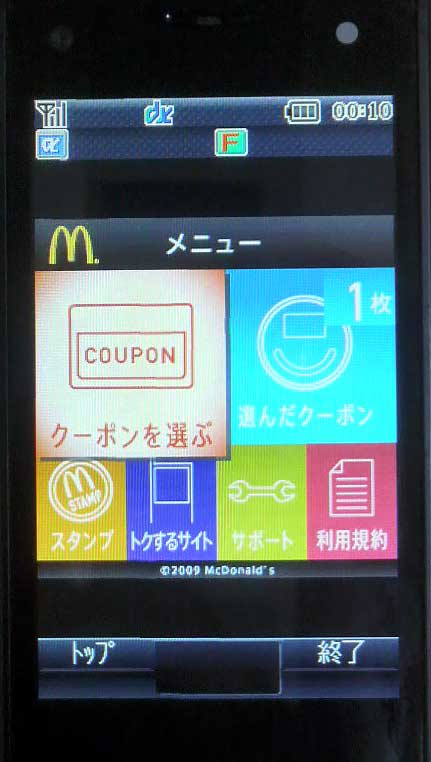
トクするクーポン選択画面

おサイフケータイ対応のNTTドコモ他の携帯電話で、アプリをダウンロードすることで、トクするアプリを利用することが可能となる。（上述のとおりNTTドコモの2009年以降の機種ではプリインストールされている）アプリではその時々のクーポンをアプリを使ってダウンロードすることができる。アプリ上でクーポンを選択し、マクドナルドのカウンターに携帯電話のFeliCa部分をかざすことで、クーポンの価格がカウンターに表示される。支払いにおいては、おサイフケータイでなくてもよい。その他に、2009年9月4日からは、トクするアプリを注文時にかざすとスタンプが貯まる。スタンプの貯まり方はキャンペーンによって異なる。2011年2月27日時点でのトクするアプリの会員数は1018万件に上る。